# Slag om Homs
De Slag om Homs was een militaire confrontatie tussen de Syrische strijdkrachten en het Vrije Syrische Leger tijdens de Opstand in Syrië (2011-2012) in de Syrische stad en provincie Homs, aan de grens met Libanon. Maandenlange gevechten hebben ertoe geleid dat de oppositie delen van de provincie in handen heeft gekregen.

## Gevechten in Homs
Vanaf oktober 2011 werden er in de stad Homs zware straatgevechten gemeld tussen de Syrische Strijdkrachten, die probeerden de stad onder controle te houden, en leden van het Vrije Syrische Leger. Uiteindelijk leidde dit ertoe dat het Vrije Syrische Leger in verschillende wijken (waaronder Khaldiyeh, Bayadah, Baba Amr en Karm el-Zeytoun) de controle verkreeg. In andere wijken bleef het regeringsleger de bovenliggende partij. In januari maakten activisten en journalisten melding van het feit dat ongeveer 70% van Homs, waaronder het oude centrum, in handen van het Vrije Syrische Leger was gevallen. Het Vrije Syrische Leger had bovendien wegblokkades aangelegd om het leger buiten te houden.

## Regeringsoffensief
In februari begon het Syrische leger met beschietingen van Homs. Wekenlang werden oppositiewijken onder vuur genomen met onder andere raketwerpers, granaten en mortieren. Uiteindelijk leidde dit eind februari 2012 tot een groot offensief van het regeringsleger in Homs, waarbij de wijk Baba Amr (die volledig in handen van het Vrije Syrische Leger was geweest, en een grote symbolische waarde heeft) werd heroverd. Ook in andere delen van Homs werd het regeringsgezag hersteld door het leger. Bij dit offensief en de doorgaande bombardementen vielen honderden burgerslachtoffers. In juni 2012 was nog ongeveer 30% van Homs in handen van het Vrije Syrische Leger, waaronder de wijken Khaldiyeh en Bab S'baa. De bombardementen op de stad gaan tot nog toe door, samenvallend met zware straatgevechten in de stad zelf. In juni bezochten enkele journalisten Homs, en zij meldden dat de wijk Jourat-al-Shayah een slagveld was waarvan de helft van de wijk in handen was van het leger, en de andere helft in handen was van de rebellen. Ook de wijken Khaldiyeh, Hamidiyeh, het oude centrum, Bab S'baa en Ghouta waren in handen van de rebellen, hoewel er nog steeds onduidelijkheid was over de wijk Baba Amr.

## Strijd in de provincie Homs
Ook buiten Homs zelf, in de gelijknamige provincie, zijn meerdere malen zware gevechten gemeld tussen het regeringsleger en milities van het Vrije Syrische Leger. Het Vrije Syrische Leger heeft hierbij in 2011 en 2012 de steden Ar-Rastan (strategisch gelegen aan de snelweg tussen Homs en Hama), Talbiseh, Houla en Al-Qusayr veroverd. In al deze steden heeft het Syrische regime zware wapens ingezet, waaronder raketwerpers en helikopters, om te bombarderen. Dit heeft tot tientallen burgerslachtoffers geleid. Op 25 mei 2012 vond het bloedbad van Houla plaats, waarbij meer dan 100 mensen, waaronder kinderen, om het leven kwamen. Volgens inwoners van de stad en rebellen was het een actie van het Syrische leger en daaraan loyale milities, volgens de Syrische regering het werk van 'terroristen'. In juni wist het Vrije Syrische Leger de stad Talbiseh ten noorden van Homs te veroveren op het regeringsleger, waarna zowel Talbiseh als het verder noordelijke gelegen Al-Rastan onder hevig mortiervuur kwamen te liggen.